# Harlingerland (Schiff)
Die Harlingerland ist neben der Wangerooge eines der Fährschiffe zwischen Harlesiel und Wangerooge. Das Schiff wurde 1979 auf der Gebr. Schürenstedt Schiffswerft in Bardenfleth gebaut. Die Kiellegung fand am 8. Februar, Stapellauf und Fertigstellung des Schiffes im Mai 1979 statt.
Das Schiff wird von vier Sechszylinder-Viertakt-Schiffsdieselmotoren des Herstellers Volvo Penta mit einer Leistung von je 205 kW angetrieben, die auf zwei Festpropeller wirken. Darüber hinaus verfügt das Schiff über ein Bugstrahlruder.
Betrieben wird das Schiff durch die Reederei Warrings im Auftrag der zur DB Fernverkehr gehörenden SIW Schifffahrt und Inselbahn Wangerooge.
Die Harlingerland ist eine reine Passagierfähre, außer Fahrgästen wird nur deren aufzugebendes Gepäck sowie Versorgungsgüter für die Insel Wangerooge in kleinen Containern transportiert, die mit einem sich auf dem Schiff befindlichen Kran auf das Achterdeck gehoben werden.

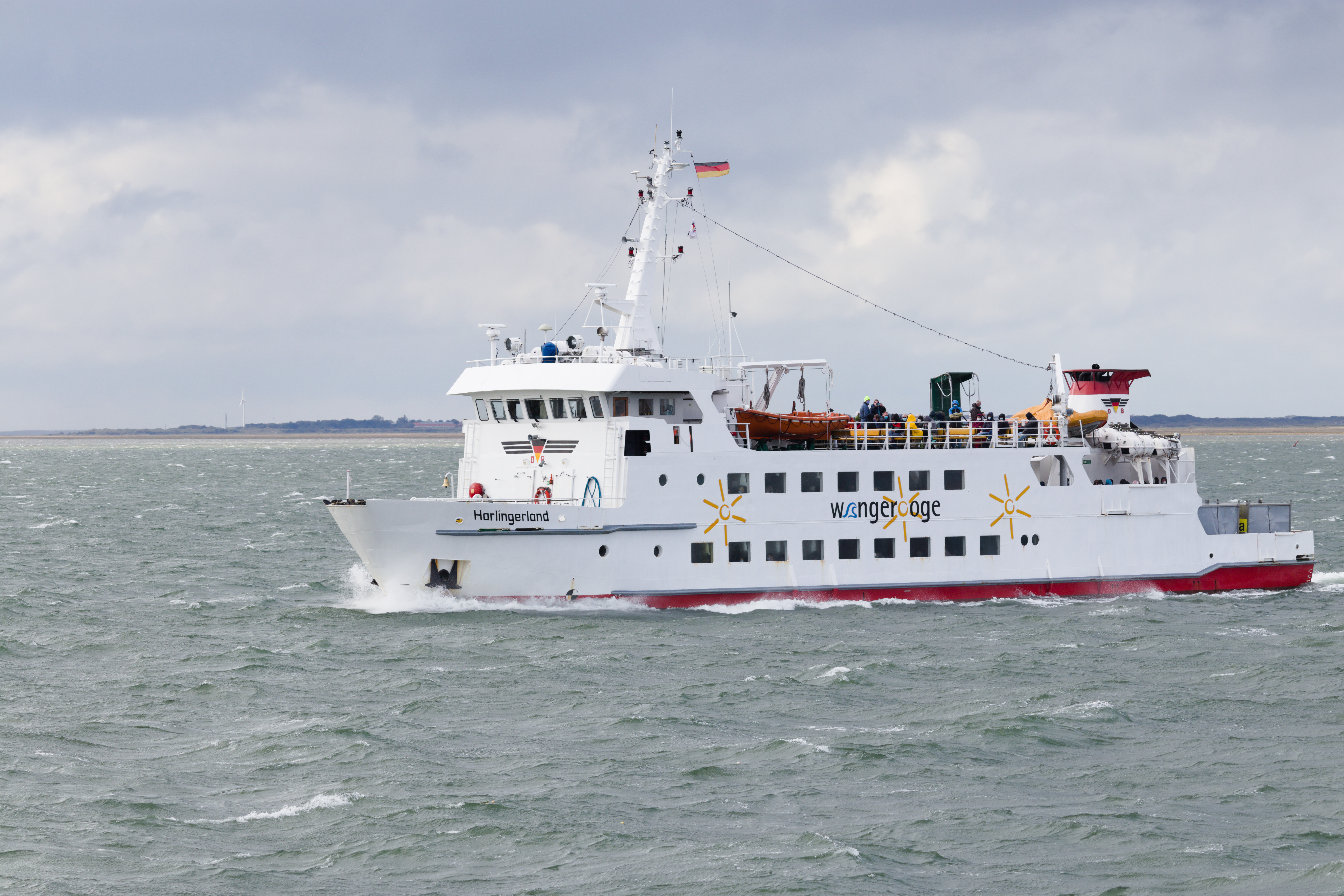
MS Harlingerland auf dem Weg von Wangerooge nach Harlesiel.

## Kollision & Zwischenfälle
1997 kollidierte die mit 60 Passagieren besetzte Jens Albrecht III mit der mit 392 Fahrgästen besetzten Fähre Harlingerland. Bei dem Unglück wurden 14 Menschen verletzt und die Jens Albrecht III stark beschädigt. Später wurde beiden Kapitänen die Schuld zugesprochen.
Zwischenfälle
Am 20. Dezember 2017 fuhr die „Harlingerland“ auf eine Sandbank auf. Die 48 Passagiere mussten dort bis 23 Uhr ausharren, die Fähre war um 14:30 Uhr gestartet. Dann befreite sich die Fähre aus eigener Kraft.